# Hirotsugu Akaike

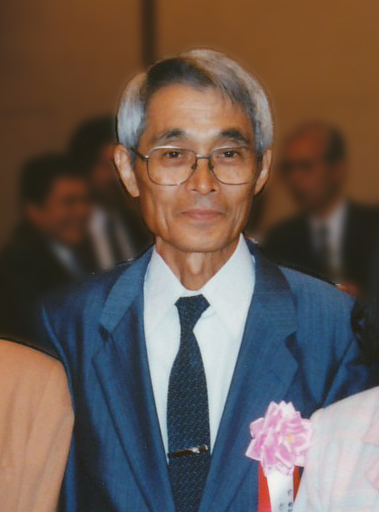

Hirotsugu Akaike (jap. 赤池 弘次, Akaike Hirotsugu, auch Hirotugu nach dem Kunrei-System; * 5. November 1927 in der Präfektur Shizuoka; † 4. August 2009 in der Präfektur Ibaraki) war ein japanischer Statistiker.

## Leben
Akaike machte 1945 seinen Abschluss an der japanischen Marineakademie und 1948 an der Ersten Oberschule in Tokio (einem Vorläufer der Universität Tokio). Danach studierte er an der Universität Tokio, die er 1952 abschloss und forschte dann am Institut für Statistische Mathematik, dessen Direktor er 1986 bis zur Emeritierung 1994 war. 1961 wurde er an der Universität Tokio promoviert (D. Sc.).
Akaike ist bekannt für das nach ihm benannte Informationskriterium zur Auswahl statistischer Modelle (Akaikes Informationskriterium, AIC).

## Auszeichnungen
Akaike erhielt folgende Auszeichnungen:
- 1972 den Ishikawa-Preis
- 1988 den Asahi-Preis
- 1989 den Verdienstorden am Purpurnen Band
- 2000 den Orden des Heiligen Schatzes, 2. Klasse
- 2006 den Kyoto-Preis

Er war Fellow der American Statistical Association (1981), der Royal Statistical Society (1983), des IEEE und des Institute of Mathematical Statistics (1989).
Er erhielt postum den „4. wirklichen Hofrang“ (正四位, shōshii).

## Schriften
- Emanuel Parzen, Kunio Tanabe, Genshiro Kitagawa (Herausgeber): Selected Papers of Hirotugu Akaike, Springer Verlag 1998
- mit Toichiro Nakagawa: Statistical analysis and control of dynamical systems, Kluwer 1988 (zuerst japanisch 1972)
- A new look at the statistical model identification, IEEE Transactions on Automatic Control, Band 19, 1974, S. 716–723 (AIC)
- Likelihood and the Bayes procedure, in J. M. Bernardo u. a. Bayesian Statistics, Valencia: University Press, 1980, S. 143–166
- Likelihood of a model and information criteria, Journal of Econometrics, Band 16, 1981, S. 3–14